# Liste der Biografien/Shas
Liste der Biografien |
Portal Biografien |
Personensuche
# |
A |
B |
C |
D |
E |
F |
G |
H |
I |
J |
K |
L |
M |
N |
O |
P |
Q |
R |
S |
T |
U |
V |
W |
X |
Y |
Z |
?
 
Sa |
Sb |
Sc |
Sd |
Se |
Sf |
Sg |
Sh |
Si |
Sj |
Sk |
Sl |
Sm |
Sn |
So |
Sp |
Sq |
Sr |
Ss |
St |
Su |
Sv |
Sw |
Sy |
Sz
 
Sha |
Shc |
She |
Shh |
Shi |
Shk |
Shl |
Shm |
Shn |
Sho |
Shp |
Shr |
Sht |
Shu |
Shv |
Shw |
Shy
 
Shaa |
Shab |
Shac |
Shad |
Shae |
Shaf |
Shag |
Shah |
Shai |
Shaj |
Shak |
Shal |
Sham |
Shan |
Shao |
Shap |
Shaq |
Shar |
Shas |
Shat |
Shau |
Shav |
Shaw |
Shax |
Shay |
Shaz
Die Liste der Biografien führt alle Personen auf, die in der deutschsprachigen Wikipedia einen Artikel haben. Dieses ist eine Teilliste mit 7 Einträgen von Personen, deren Namen mit den Buchstaben „Shas“ beginnt.

## Shas

### Shash
- Shashital, Chetan (* 1968), indischer Schauspieler, Synchronsprecher und Sänger

### Shask
- Shaske, Edward (1927–2021), kanadischer Sportschütze

### Shast
- Shastri, Bhola Paswan (1914–1984), indischer Politiker
- Shastri, Lal Bahadur (1904–1966), indischer Premierminister
- Shastri, Ravi (* 1962), indischer Cricketspieler
- Shastri, Trilochan (1917–2007), indischer Dichter und Schriftsteller
- Shastry, B. Sriram (* 1950), indisch-US-amerikanischer Physiker